# آرتور ریبوف
آرتور ریبوف (اوکراینی: Артур Андрійович Рябов؛ زادهٔ ۲۰ اوت ۲۰۰۰) بازیکن فوتبال اهل اوکراین است.